# 1907년 루마니아 민란
1907년 루마니아 민란(루마니아어: Răscoala Țărănească din 1907)은 1907년 2월 21일에서 4월 5일 사이에 루마니아 왕국을 휩쓴 민란이다. 몰다비아 북부에서 난이 시작되어 3주 만에 전국적으로 퍼져 왈라키아와 올테니아까지 이르렀다. 민란의 주된 원인은 소수 대지주들이 절대 다수 토지를 소유하고 있는 불공평함에 대한 소농들의 불만이었다.
3월 12일 보수당 내각이 붕괴한 뒤 새로이 들어선 진보 성향 내각은 루마니아 군경의 도움을 받아 난을 폭력적으로 진압했으며, 그 과정에서 천여 명의 농민들이 사망했다.